# Гладіатор (роман Тертлдава)
«Гладіатор» (англ. The Gladiator) — роман для молоді американського письменника Гаррі Тертлдава, опублікований у 2007 році. Вона є частиною великої серії книг «Перехресний трафік» і розгортається у світі альтернативної історії, в якому Радянський Союз переміг у холодній війні. Він розділив премію «Прометей» 2008 року з романо Джо Волтона «Га'пенні».

## Короткий зміст сюжету
«Гладіатор „ дотримується тієї ж концепції, що й інші романи світу “Перехресний трафік». Паралельний світ, багато в чому схожий на наш, відкрив технологію для відвідування інших паралелей і торгівлі ними, поширюючи поняття свободи та капіталізму одночасно.
Сюжет «Гладіатора» побудований за тією ж формулою, що і в інших книгах серії: оперативник компанії, якому загрожує небезпека, і місцеві герої використовуються як провідники в паралельну реальність. У «Гладіаторі» капіталістичний Захід справді було відправлено на «смітник історії», а світ перероблено за образом Радянського Союзу. Точкою розходження з нашим був 1962 рік. Президент США Джон Ф. Кеннеді вирішує дозволити радянським ракетам залишатися на Кубі під час Кубинської ракетної кризи та повного виходу з війни у В'єтнамі в 1968 році. Таким чином, комунізм поширюється Латинською Америкою та Південно-Східною Азією, надаючи Радянському Союзу перевагу в економічній та військовій силі над Сполученими Штатами. Через ембарго багатьох країн, які були інтегровані в радянську сферу, економіка Сполучених Штатів зазнає краху, збанкрутує і втрачає свою позицію наддержави, а більшість європейських країн згодом у 1980-х і 1990-х роках стали комуністичними, включаючи Францію та Італію. Через сто років комунізм захопив майже всі країни світу (включаючи самі Сполучені Штати). Капіталізм загалом був здебільшого знищений, хоча дрібні капіталістичні підприємства потрібно було зберегти як необхідне зло. Релігія, незважаючи на комуністичне табу проти неї, була відносно недоторканою в таких країнах, як Італія, де навіть найзапекліші італійські комуністи, як відомо, відвідували католицьку месу.
Герої роману Джанфранко й Аннаріта — підлітки в Італійській Народній Республіці, нині державі-сателіті СРСР. Серед сірих радянських бруталістських житлових будинків вони виявляють магазин стратегічних ігор, який поширює капіталістичні ідеї за допомогою ігор, які вони продають. Магазин є прикриттям для торговельної монополії «Перехресний трафік», оскільки герої дізнаються, коли влада закриває магазин, і один із клерків, Едуардо, звертається до героїв за допомогою.